# Parlement (royaume de France)
Ne doit pas être confondu avec Parlement.
Un parlement est, sous l'Ancien Régime dans le royaume de France, une cour de justice d'appel, dite aussi improprement cour souveraine, puis cour supérieure à partir de 1661, qui rend la justice au nom du roi, dans un territoire délimité. Le plus haut degré de juridiction était le Conseil du roi, véritable cour souveraine, qui pouvait soit être saisi par le justiciable, soit se saisir d'office de toutes les causes pendantes devant une juridiction du royaume.
Les parlements avaient l'obligation d'enregistrer les actes royaux, c'est-à-dire de les inscrire dans leurs registres (ce qui tenait lieu de publication en l'absence de journal officiel), après avoir vérifié leur compatibilité avec le droit, les usages et les coutumes locales. Ils avaient par ailleurs un pouvoir réglementaire. 
Comme ils étaient des « cours de dernier ressort », ils avaient l'obligation de faire épisodiquement une synthèse ou une refonte de la jurisprudence sur une question donnée, dans des décisions solennelles aboutissant à des arrêts de règlements. 
À la fin du règne de Louis XIV et sous Louis XV, de nombreux membres des différents parlements de France animent un mouvement puissant, appelé fronde parlementaire ou jansénisme parlementaire, qui exigeait la fusion de tous les parlements en un Parlement national unique, comme il en existait en Angleterre et qui revendiquait un pouvoir législatif qui se serait exercé au nom de la Nation française.
Leur opposition au pouvoir royal va ainsi durer un siècle, mais ce sont finalement les États généraux de 1789 qui vont s'affronter au Roi pour s'établir comme pouvoir législatif. Les anciens parlements sont mis en vacances par décret de l'Assemblée nationale du 3 novembre 1789. La plupart des Parlements se sont inclinés. Le Parlement de Rouen a refusé d'enregistrer le décret. Le parlement de Rennes a aussi tenté de résister mais les magistrats convoqués à l'Assemblée nationale le 9 janvier suivant furent frappés d'anathème. Les Parlements  seront définitivement dissous par décret en 1790.

## Rôle

### Rôle judiciaire
Les parlements fonctionnaient comme des cours d'appel, à la fois civile et criminelle, mais aussi comme un tribunal de première instance pour certaines causes, en particulier concernant la noblesse.
Les parlements exerçant la justice en vertu d'une délégation du roi, et en son nom, il était toujours possible au roi de dessaisir un parlement d'une affaire et de la faire évoquer à son Conseil. C'était en réalité une faculté utilisée très rarement, hors les cas d'obstruction ou de carence.
Les décisions des parlements pouvaient être réformées par le roi ; ce dernier pouvait alors faire bénéficier les condamnés de grâces, lesquelles étaient nombreuses. L'annulation des condamnations à mort pour homicide involontaire était ainsi systématiquement prononcée, ou les peines afflictives pour les femmes, en particulier les peines de bagne, commuées en peines de réclusion dans un couvent.
À Paris, à partir de l'ordonnance du 11 mars 1345, le parlement comprenait trois chambres : la Grand'Chambre ou Chambre des Plaids, la Chambre des Enquêtes, et la Chambre des Requêtes. Dans la plupart des parlements de province, il existait également plusieurs chambres.
Un parlement n'était pas tenu de statuer en droit, mais avait le pouvoir de statuer en équité, ce qui est couramment perçu comme générateur d’arbitraire, et un célèbre adage proclame : « Dieu nous protège de l'équité des parlements ».

### Rôle législatif
Les parlements n'avaient pas, à proprement parler, le pouvoir de légiférer, c'est-à-dire d'édicter de nouvelles lois en matière civile ou criminelle. Ils avaient cependant le droit de rendre des arrêts de règlement, c'est-à-dire des décisions permettant de réglementer un problème de manière générale. Les arrêts de règlement étaient donc des mesures de l’ordre du législatif, qui différaient toutefois des ordonnances, dans leur forme, puisqu'ils empruntaient celle d’une décision judiciaire, et qu'ils n'étaient applicables que dans les affaires ressortissant au parlement. Ces arrêts pouvaient concerner le droit public, le droit privé, le droit criminel et même la police.  

#### Synthèse de la jurisprudence et de la procédure
En tant que juridiction de dernier degré — c'est dans ce sens qu'elles étaient appelées cours souveraines — les parlements jouaient un rôle d'unification du droit — à la manière des Cours d'appel — avec en plus la possibilité de prendre, toutes chambres réunies, des arrêts de règlement qui reprenaient sous forme d'articles les solutions de jurisprudence et disposaient d'une autorité de la chose jugée qui s'imposait aux juridictions inférieures, sur le modèle anglais de la common law. Cependant, il faut remarquer que le roi pouvait toujours (très rarement dans les faits) retenir sa justice, c'est-à-dire retirer une affaire à un parlement ou à n'importe quelle cour, et la faire évoquer définitivement devant son Conseil.

#### Contrôle de légalité
Les parlements étaient également investis du pouvoir de contrôle de légalité, c'est-à-dire du contrôle de la compatibilité des ordonnances, édits et déclarations du roi avec les lois, coutumes, et autres règlements existants.
En effet il était nécessaire qu'un parlement enregistre, c’est-à-dire transcrive sur le registre officiel, les édits, les ordonnances royales et les lettres patentes afin qu'ils deviennent publics et donc applicables (et opposables aux tiers) dans la circonscription du parlement. Mais un parlement pouvait très bien refuser d'enregistrer une ordonnance ; il adressait alors au roi des remontrances, c'est-à-dire des observations sur la légalité du texte qu'on lui soumettait. 
Cette pratique avait pour but de permettre aux parlements de vérifier la concordance de l’édit ou de l’ordonnance avec le droit antérieur, les privilèges et les coutumes de la province — ainsi que les principes généraux du droit — et était au départ limitée aux cas où le roi avait expressément demandé avis et conseil au parlement. Cependant, les rois successifs ayant de plus en plus toléré la pratique de remontrances faites sans sollicitation préalable, elle deviendra par la coutume, un droit.
Les parlements utiliseront de plus en plus ce droit, de fait un droit d'annulation de la décision royale, pour devenir un contre-pouvoir face au pouvoir monarchique. En cas de refus de l'enregistrement, le roi pouvait adresser au parlement des « lettres de jussion » dans lesquelles il enjoignait à la cour de procéder sans délai à la formalité : soit le parlement s'inclinait, soit il refusait à nouveau et adressait des « remontrances itératives ». Le roi pouvait alors céder, ou imposer sa décision au parlement en y siégeant lui-même dans un lit de justice : le roi venait siéger au parlement et lui retirait la justice qu'il lui avait déléguée. La décision royale était alors enregistrée « de l'exprès commandement du roi ».
Sous Louis XIV, le droit de remontrance fut modifié pour devenir un droit a posteriori — c'est-à-dire après l'enregistrement du texte — ce qui en réduisait considérablement la portée.

## Personnel
Ces cours de justice fonctionnaient avec un personnel d’officiers, c'est-à-dire des agents administratifs propriétaires de leur charge, qui formaient la haute noblesse de robe. On distinguait des conseillers et des présidents qui se réunissaient pour les jugements en différentes chambres : la Grand'Chambre pour les affaires les plus importantes, la Tournelle pour les affaires criminelles, voire la chambre de la marée pour les litiges liés à la vente du poisson. Les présidents de la Grand'Chambre se faisaient appeler président à mortier. Le président du Parlement était appelé « premier président » et était nommé par le roi.
Le parlement de Paris comprend aussi les pairs de France jusqu’à la fin du XIIe siècle.

## Histoire

### Origine
Au début du Moyen Âge, la cour du roi, Curia Regis entourait le roi pour toutes les affaires du royaume.
Le mot parlamentum avait dans la basse latinité le même sens que colloquium. Matthieu de Paris désigne sous le nom de parlement deux conférences qui se tiennent en 1245 entre le roi Louis IX et le souverain pontife. Les grandes réunions nationales où l'on délibérait des affaires d'intérêt public étaient appelées indifféremment communia colloquia ou publica parlamenta. On a utilisé les mêmes expression pour désigner les réunions moins importantes, par exemple entre les consuls et les habitants d'une commune pour discuter sur un sujet d'intérêt pour la localité. D'où le mot parloir, parlatorium pour désigner le siège de ces réunions. Mais la désignation sous le nom de parlement a été surtout utilisé pour désigner l'assemblée des grands barons et les hauts dignitaires de l'Église convoqués sous la présidence du roi pour délibérer des affaires publiques, connaître  directement des causes d'importance majeure du royaume, juger en dernier ressort les appellations des bailliages. À l'origine, ces réunions n'ont pas eu d'organisation régulière. Elles étaient convoquées par le roi à l'époque et dans le lieu qu'il choisissait. Ainsi Louis VII, en 1146, réunit un grand parlement à Vézelay en présence d'archevêques, d'évêques, d'abbés et une grande partie des barons de France. C'est Philippe IV le Bel qui entreprend de réorganiser le gouvernement de l'État et en définissant les pouvoirs des différents groupes sociaux. Avec les États généraux de 1302-1303 il a limité les pouvoirs temporels du pape en France. Il réorganise la cour du roi en attribuant les fonctions politiques au Conseil du roi, les fonctions judiciaires au parlement et les fonctions financières à la Chambre des comptes,. En 1302, Philippe IV comprend la nécessité de donner à l'institution du parlement plus de consistance et d'étendue. Il décide que se tiendraient deux parlements à Paris et un à Toulouse,,, deux échiquiers à Rouen et deux grands-jours à Troyes par une ordonnance datant de 1302.  
C'est l'origine du parlement de Paris au début du XIVe siècle. Le parlement de Paris a compétence sur tout le royaume jusqu'au XVe siècle. Les clercs en sont exclus en 1319. L'ordonnance du 11 mars 1344 l'organise définitivement. 

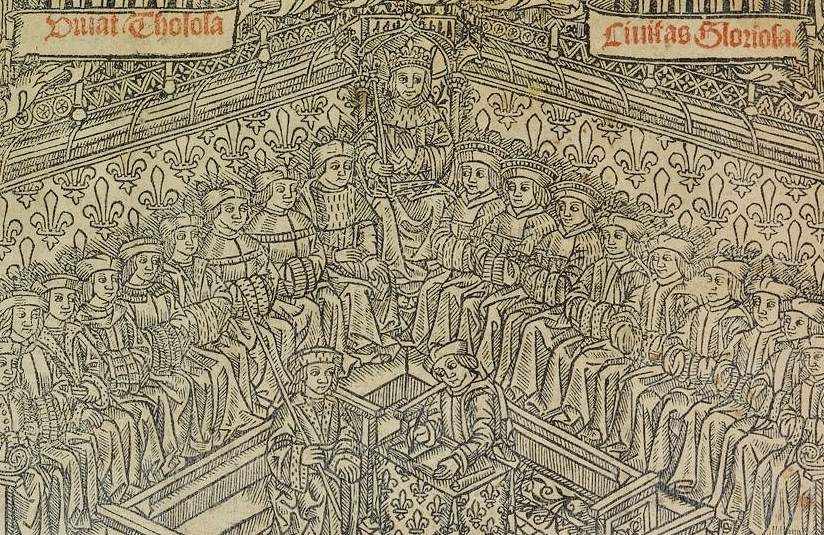
Détail d'une gravure illustrant une séance du Parlement de Toulouse (1515).

À partir de 1420, de nouveaux parlements sont créés : à Toulouse, à Bordeaux puis dans les grands fiefs rattachés au domaine royal. En tout, quatorze parlements ont été mis en place du XIIIe au XVIIIe siècle.
Le Parlement de Toulouse est le premier parlement créé en province, d'abord de 1420 à 1428, puis définitivement en 1443 par Charles VII. Il est institué sur l'insistance des États de Languedoc, pour des raisons d'éloignement du Parlement de Paris et de spécificité du droit méridional, issu du droit romain écrit. Il a compétence à sa création sur tous les territoires français de langue d'oc puis, après la création du Parlement de Bordeaux, sur un vaste ressort allant de la Bigorre au Rhône. Il gardera une sorte de primauté de prestige sur les autres parlements de province, par exemple ses premier président et présidents à mortier sont les seuls avec ceux du Parlement de Paris à pouvoir se coiffer de la toque de velours noir bordée d'or propre à leur fonction, ceux des autres parlements devant la porter à la main.
Une cour souveraine de Nancy est créée en 1771. Cette dernière administrait l'ancien duché de Lorraine ainsi que la juridiction du parlement de Metz, c'est-à-dire l'administration des Trois-Évêchés. En 1775, la Cour souveraine est transformée en parlement avec pour juridiction l'ancien Duché de Lorraine tandis que le parlement de Metz est recréé avec ses précédentes juridictions.
Les parlements, et notamment le parlement de Paris, ont toujours été un appui de la royauté face à la papauté pour la défense de l’église gallicane. Durant les guerres de religion, ils s’opposent ainsi à l’introduction de la réforme tridentine en France, qui renforcerait les pouvoirs du pape, puis éclatent entre ligueurs et royalistes : ainsi, les membres du parlement de Paris fidèles au roi forment de 1589 à 1594 le parlement de Tours.

### Frondes parlementaires
Les droits d’enregistrement (qui consiste à publier les actes royaux : édits, ordonnances, déclarations, lettres patentes) et de remontrance (qui consiste à faire des remarques en cas d'irrégularité ou d'incompatibilité avec des lois ou coutumes existantes dans leur ressort), donnèrent aux parlements l'idée qu'ils avaient un pouvoir de contrôle, voire de censure, des décisions royales. C’est notamment le cas pendant la première période de la Fronde, la Fronde parlementaire, (1648-1649). Le Parlement de Paris réclame le droit de contrôler les finances du royaume. 
Ce faisant, après la Révolution anglaise, les parlements revendiquent les compétences du[réf. nécessaire] Parlement de l’Angleterre dont une des deux chambres, la Chambre des communes, est composée d’élus, alors que les parlements français sont à l’époque composés de magistrats dont les charges sont des offices royaux inamovibles et souvent héréditaires.
En 1673, Louis XIV restreint considérablement le pouvoir des parlements, en limitant leur droit de remontrance. Ceux-ci ne relèvent la tête qu'après la mort de Louis XIV, en 1715, lorsque le régent, Philippe d’Orléans, restitue aux parlements l'ensemble de leurs pouvoirs, afin d'obtenir du parlement de Paris la renonciation de certaines dispositions du testament de Louis XIV concernant le duc du Maine.
À partir de 1750, les parlements bloquent les réformes du pouvoir royal, notamment le principe d'égalité devant l'impôt. Le 3 mars 1766, Louis XV, frustré de n'avoir pas pu faire la série de réformes qui devaient permettre au royaume de se remettre, va au-devant du parlement et tient un lit de justice. Cette séance s'appelle la séance de la Flagellation du nom de la fête du 3 mars. Louis XV y fait donner un discours appuyant le principe d'absolutisme royal, et le fait que le droit de remontrance des parlements n'est qu'un pouvoir de justice délégué, que le roi reste la seule source de pouvoir du royaume.
Louis XV est désormais décidé à limiter les parlements. En 1771, le chancelier Maupeou, nommé en 1768, enlève aux parlements leurs attributions politiques en limitant le droit de remontrance et divise le ressort du parlement de Paris en six Conseils supérieurs (Paris, Blois, Châlons, Clermont-Ferrand, Lyon et Poitiers).
À son avènement, en 1774, Louis XVI hésite sur la position définitive à adopter : restaurer les Parlements ou confirmer la réforme inaugurée par son prédécesseur ? Maurepas, son premier ministre officieux, est favorable à la première option. Socialement, il appartient à la classe des parlementaires, dont il partage les préjugés et le goût des privilèges ; psychologiquement, il est porté à la rancune, et celle qu'il nourrit contre Maupeou et les hommes qui ont enlevé à ceux de sa caste leurs prérogatives ne s'est pas adoucie (« Ce qui s'est fait sans lui s'est fait contre lui et doit être détruit .»).  Son ministère est divisé sur le sujet : il bénéficie du soutien de Sartine, mais Maupeou peut compter sur du Muy et surtout Vergennes. Maurepas doit vaincre ses opposants tout en maintenant devant le roi une attitude apparente de désintéressement. Au conseil du 12 août, face à Vergennes, il persuade Louis XVI de ne pas trancher. Dix jours plus tard, ses intrigues, liées au remaniement ministériel du début du règne, aboutissent à la « Saint-Barthélemy des ministres », selon l'expression d'Edgar Faure : Maupeou, comme Terray et d'Aiguillon, est renvoyé, et laisse sa place à Miromesnil. À l'arrivée de l'automne, Maurepas n'a plus d'adversaire à sa mesure. Reste à convaincre le roi, inquiet de sa popularité, que le rappel des Parlements est nécessaire à la survie du régime (« Sans parlement, point de monarchie »). Entouré de ses ministres, il organise aux mois de septembre et octobre plusieurs comités avec le monarque, qui se laisse aisément manipuler. C'est sans doute le 22 octobre, au conseil des Dépêches, que la décision finale est prise. Par lettres de cachet, les membres de l'ancien Parlement sont rappelés un à un. Le 12 novembre, Louis XVI tient son premier lit de justice. Mais entre le pouvoir royal et l'assemblée, le rapport de forces s'installe tout de suite, et au désavantage du premier. L'ordonnance de discipline, qui interdit aux parlementaires la cessation de leurs services, sous peine d'être accusés du crime de forfaiture, et l'édit qui prévoit qu'un Grand Conseil supplée, le cas échéant, à leurs manquements, provoquent remous et protestations. Séguier, l'avocat général, refuse d'enregistrer cet édit, sans que réagisse Malesherbes, l'auteur des deux textes. Les remontrances officielles sur ces deux points seront transmises au roi le 8 janvier 1775. Dans son exil, Maupeou aurait dit : « J'avais fait gagner au roi un procès qui durait depuis cent cinquante ans. S'il veut le reperdre, il en est le maître. »  Cette phrase, dont l'authenticité n'est pas certaine, figure dans un mémoire du duc d'Orléans.  
Louis XVI reculera désormais chaque fois devant leur opposition. Ils jouent un rôle important dans l’agitation pré-révolutionnaire des années 1780. Ils sont soutenus par une partie du peuple dont ils prétendent être les protecteurs contre le « despotisme » royal. En empêchant toute réforme de celui-ci, ils préparent la Révolution, dont ils sont les premières victimes : dès 1790, les parlements sont remplacés par des juges élus et appointés par l’État.

## Liste des parlements

Parlements et conseils supérieurs numérotés

| N° | Localisation (1789) | Création   | Disparition | Nom                    | Chef-lieu                                                                                | Notes |
| -- | ------------------- | ---------- | ----------- | ---------------------- | ---------------------------------------------------------------------------------------- | --- |
| 1  |                     | ~1250      | 1790        | Parlement de Paris     | Paris                                                                                    | |
|    |                     | 1386       | 1676        | Parlement de Dole      | Dole                                                                                     | Ce parlement n'est pas une création des rois de France mais de Philippe le Hardi, duc-comte de Bourgogne. |
| 6  |                     | 1443       | 1790        | Parlement de Toulouse  | Toulouse                                                                                 | Après une première existence de 1420 à 1428. |
| 4  |                     | 1451       | 1790        | Parlement de Bordeaux  | Bordeaux, Condom, Marmande, La Réole                                                     | En exil à Condom (actuel département du Gers), puis à Marmande (actuel département de Lot-et-Garonne) et La Réole (actuel département de la Gironde) de 1675 à 1690.                                                 |
| 10 |                     | 1453       | 1790        | Parlement de Grenoble  | Grenoble                                                                                 | ou Parlement du Dauphiné. |
| 11 |                     | 1477       | 1790        | Parlement de Dijon     | Dijon                                                                                    | ou Parlement de Bourgogne. |
| 3  |                     | 1485       | 1790        | Parlement de Bretagne  | Vannes (1485), Rennes (1553), Nantes (1557), Rennes (1561), Vannes (1675), Rennes (1690) | |
| 2  |                     | 1499       | 1790        | Parlement de Normandie | Rouen                                                                                    | ou Parlement de Rouen. |
| 8  |                     | 1501       | 1790        | Parlement d'Aix        | Aix                                                                                      | ou Parlement de Provence |
|    |                     | 1523       | 1771        | Parlement de Dombes    | Lyon (1523), Trévoux (1696)                                                              | |
|    |                     | 1536       | 1559        | Parlement de Savoie    | Chambéry                                                                                 | ou Parlement de Chambéry, créé à la suite de la conquête française des États de Savoie, disparu à la suite de leur restitution, en 1559.                                                                             |
|    |                     | 1539       | 1559        | Parlement de Turin     | Turin                                                                                    | Créé à la suite de la conquête française des États de Savoie, disparu à la suite de leur restitution, en 1559. |
| 5  |                     | 1620       | 1790        | Parlement de Pau       | Pau                                                                                      | ou Parlement de Navarre |
| 15 |                     | 1633, 1775 | 1771, 1790  | Parlement de Metz      | Metz (1633), Toul (1637), Metz (1658)                                                    | le parlement est supprimé en 1771 et intégré à la cour souveraine de Lorraine de Nancy, puis recréé en Parlement de Metz en 1775.                                                                                    |
| 12 |                     | 1676       | 1790        | Parlement de Besançon  | Besançon                                                                                 | |
| 17 |                     | 1668       | 1790        | Parlement de Flandres  | Tournai (1668), Cambrai (1709), Douai (1714)                                             | |
| 14 |                     | 1768, 1775 | 1771, 1790  | Parlement de Nancy     | Nancy                                                                                    | Transformation de la Cour souveraine de Lorraine en Parlement de Nancy jusqu’en 1771, puis transformé en cour souveraine de Lorraine et intégration du parlement de Metz, puis recréé en Parlement de Nancy en 1775. |